# تپه داره تو
تپه داره تو مربوط به سدهٔ ۸–۶ ه.ق است و در شهرستان پیرانشهر، بخش مرکزی، دهستان پیران، روستای کهنه لاجان واقع شده و این اثر در تاریخ ۲۵ آبان ۱۳۸۷ با شمارهٔ ثبت ۲۳۵۱۰ به‌عنوان یکی از آثار ملی ایران به ثبت رسیده است.